# Bicornes
Bicornes is een botanische naam, voor een orde van bloeiende planten. Het Wettstein-systeem gebruikte deze naam voor een orde met de volgende samenstelling:
- orde Bicornes
  - familie Clethraceae
  - familie Diapensiaceae
  - familie Empetraceae
  - familie Epacridaceae
  - familie Ericaceae
  - familie Pirolaceae (sic, nu Pyrolaceae )

Naar hedendaagse inzichten horen de betreffende planten thuis in de orde Ericales.